# Trichophthalma scapularis
Trichophthalma scapularis är en tvåvingeart som beskrevs av Jacques-Marie-Frangile Bigot 1881. Trichophthalma scapularis ingår i släktet Trichophthalma och familjen Nemestrinidae. Inga underarter finns listade i Catalogue of Life.